# Столніч
Столніч (рум. Stolnici) — село у повіті Арджеш в Румунії. Адміністративний центр комуни Столніч.
Село розташоване на відстані 105 км на захід від Бухареста, 33 км на південь від Пітешть, 81 км на схід від Крайови, 137 км на південний захід від Брашова.

## Населення
За даними перепису населення 2002 року у селі проживали 1504 особи. Усі жителі села рідною мовою назвали румунську.
Національний склад населення села:
| Національність | Кількість осіб | Відсоток |
| -------------- | -------------- | -------- |
| румуни         | 1401           | 93,2%    |
| цигани         | 103            | 6,8%     |